# Celaena leucostigma
Celaena leucostigma là một loài bướm đêm trong họ Noctuidae.

## Hình ảnh

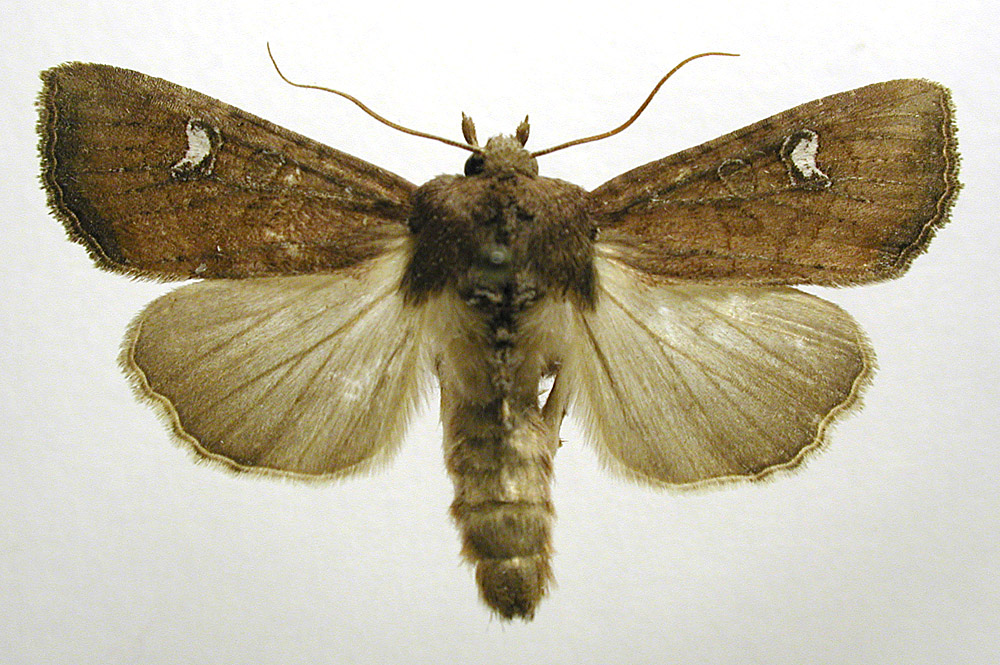
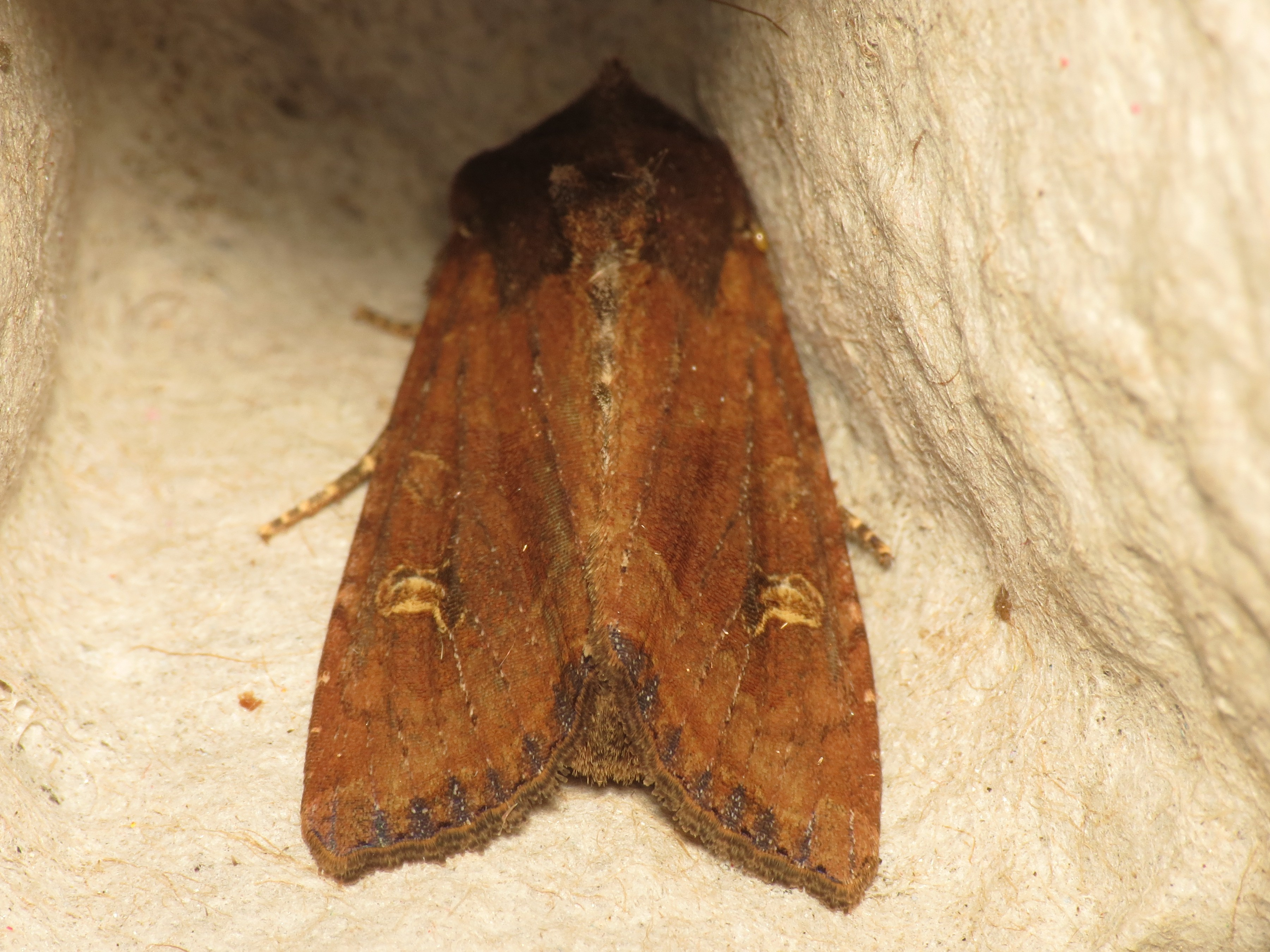
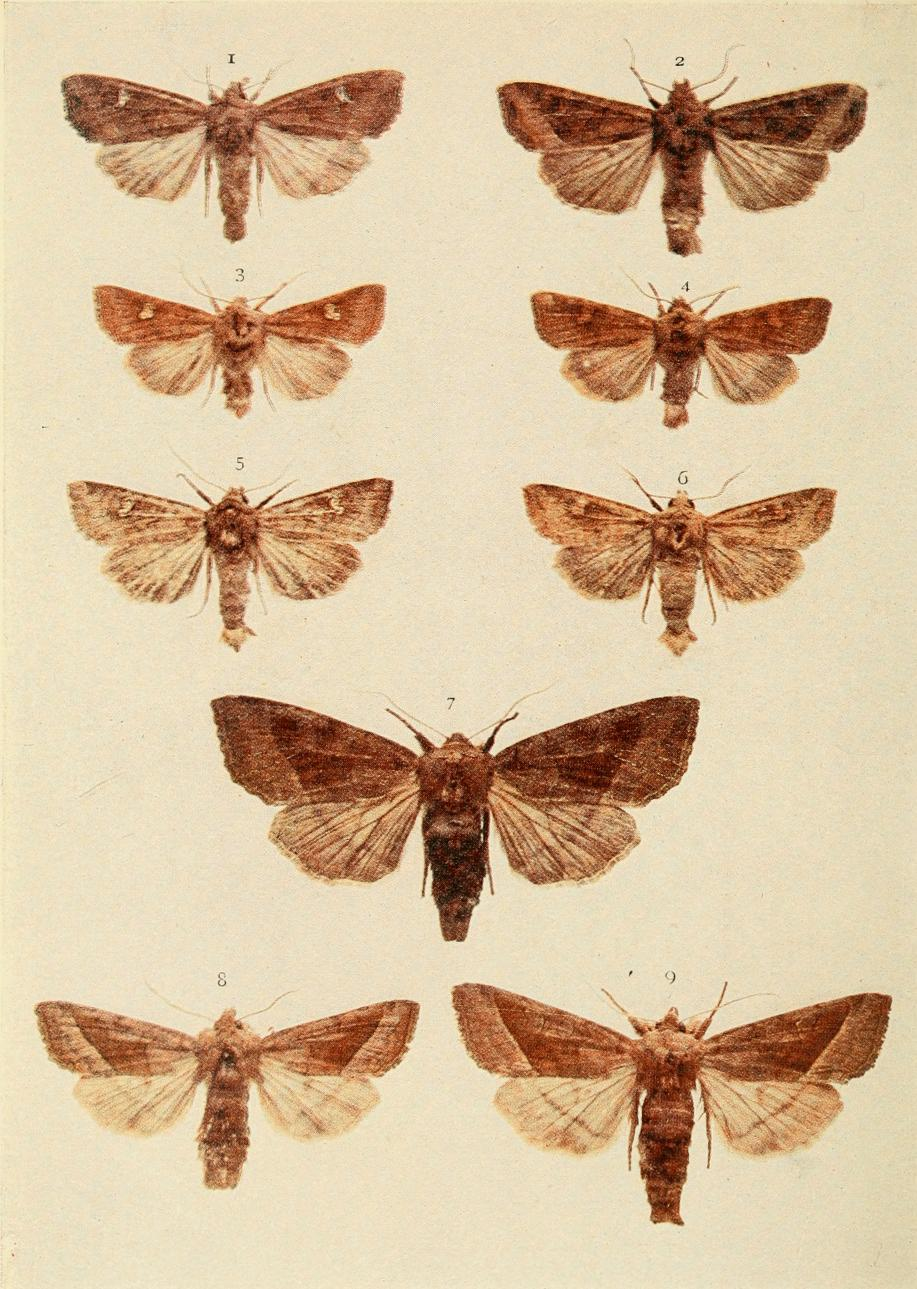